# Sci alpino ai XVII Giochi olimpici invernali
Nello sci alpino ai XVII Giochi olimpici invernali, svoltisi nel 1994 a Lillehammer (Norvegia), vennero assegnate dieci medaglie (5 maschili e 5 femminili) in cinque discipline.

## Podi

### Uomini
| Evento                     | Oro                  | Tempo   | Argento             | Tempo   | Bronzo                         | Tempo   |
| Discesa libera (dettagli)  | Tommy Moe            | 1:45.75 | Kjetil André Aamodt | 1:45.79 | Ed Podivinsky                  | 1:45.87 |
| Supergigante (dettagli)    | Markus Wasmeier      | 1:32.53 | Tommy Moe           | 1:32.61 | Kjetil André Aamodt            | 1:32.93 |
| Slalom gigante (dettagli)  | Markus Wasmeier      | 2:52.46 | Urs Kälin           | 2:52.48 | Christian Mayer                | 2:52.58 |
| Slalom speciale (dettagli) | Thomas Stangassinger | 2:02.02 | Alberto Tomba       | 2:02.17 | Jure Košir                     | 2:02.53 |
| Combinata (dettagli)       | Lasse Kjus           | 3:17.53 | Kjetil André Aamodt | 3:18.55 | Harald Christian Strand Nilsen | 3:19.14 |

### Donne
| Evento                     | Oro                | Tempo   | Argento            | Tempo   | Bronzo          | Tempo   |
| Discesa libera (dettagli)  | Katja Seizinger    | 1:35.93 | Picabo Street      | 1:36.59 | Isolde Kostner  | 1:36.85 |
| Supergigante (dettagli)    | Diann Roffe        | 1:22.15 | Svetlana Gladyševa | 1:22.44 | Isolde Kostner  | 1:22.45 |
| Slalom gigante (dettagli)  | Deborah Compagnoni | 2:30.97 | Martina Ertl       | 2:32.19 | Vreni Schneider | 2:32.97 |
| Slalom speciale (dettagli) | Vreni Schneider    | 1:56.01 | Elfi Eder          | 1:56.35 | Katja Koren     | 1:56.61 |
| Combinata (dettagli)       | Pernilla Wiberg    | 3:05.16 | Vreni Schneider    | 3:05.29 | Alenka Dovžan   | 3:06.64 |

## Medagliere
| Pos.   | Paese       | Oro | Argento | Bronzo | Totale |
| ------ | ----------- | --- | ------- | ------ | ------ |
| 1      | Germania    | 3   | 1       | 0      | 4      |
| 2      | Stati Uniti | 2   | 2       | 0      | 4      |
| 3      | Norvegia    | 1   | 2       | 2      | 5      |
| 4      | Svizzera    | 1   | 2       | 1      | 4      |
| 5      | Italia      | 1   | 1       | 2      | 4      |
| 6      | Austria     | 1   | 1       | 1      | 3      |
| 7      | Svezia      | 1   | 0       | 0      | 1      |
| 8      | Russia      | 0   | 1       | 0      | 1      |
| 9      | Slovenia    | 0   | 0       | 3      | 3      |
| 10     | Canada      | 0   | 0       | 1      | 1      |
| Totale | Totale      | 10  | 10      | 10     | 30     |